# Trionychidae
Famille
Les Trionychidae sont une famille de tortues cryptodires. Elle a été décrite par John Edward Gray en 1825.

## Description
Les tortues de cette famille ont une carapace molle couverte d'un cuir épais. La famille répertorie des espèces essentiellement carnivores. La famille des triasochelydés existe depuis le début du trias.
L'hyoplastron et hypoplastron sont distincts. Il n'y a pas de clapets fémoraux. La surface osseuse est creusée de cupules ou de vermiculures, ou encore de sillons séparés par des bourrelets, disposés radiairement et concentriquement à partir et autour d'un centre ponctuel ou d'un axe.
Les neurales ont des cupules en « nid d'abeille », ou bien alignées, irrégulièrement, ou radiairement à partir du centre de la plaque.
La sous-famille Trionychinae est caractérisée par des bourrelets anastomosés isolant les cupules.
Certaines tortues peuvent absorber l'air par leur peau. Les trionychidés peuvent en absorber dans l'eau jusqu'à 70 % de leurs besoins en dioxygène.

## Comportement
Ces tortues à carapace molle sont probablement les premières tortues à avoir repris une vie aquatique pour vivre dans les eaux boueuses ou sablonneuses peu profondes. Pour cela, elles ont donc dû subir des transformations physiques et comportementales. Leur carapace s’est aplatie, arrondie, leur structure osseuse s’est réduite, les écailles ont disparu pour laisser place à du cuir. Leur carapace n'a pas d'os périphériques (excepté pour les Lissemys).
Leurs pattes, munies de trois doigts griffus caractéristiques à leur famille, se sont palmées, leur cou est devenu extensible et les narines se sont perchées au bout d’une espèce de petite trompe. De plus, n’étant plus protégées par une carapace dure comme les autres tortues, elles ont développé une grande agressivité.

## Répartition

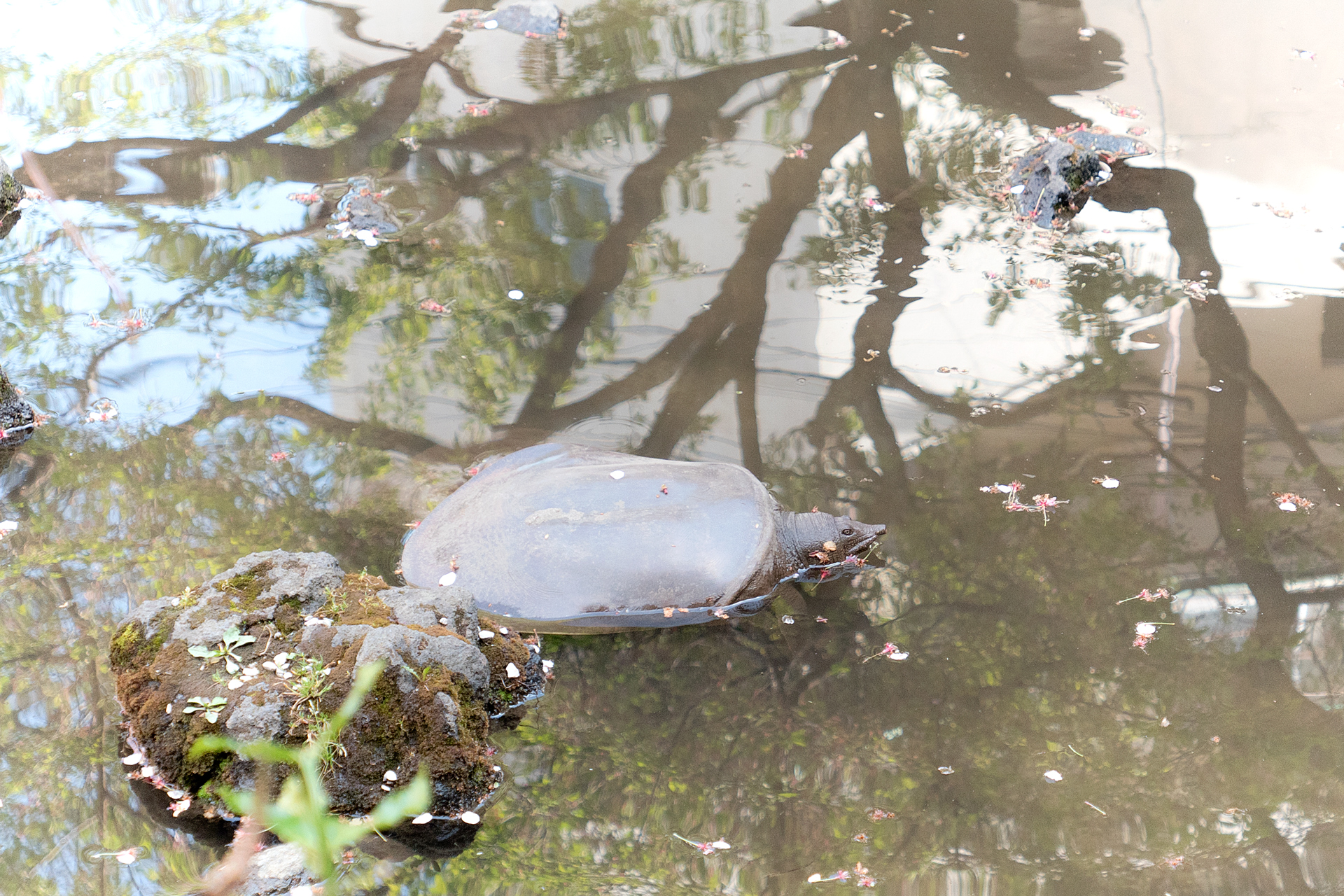
Au Japon, un Trionychidae en plein centre de Tokyo.

Les espèces de cette famille se rencontrent en Amérique du Nord, en Afrique et en Asie.

## Liste des genres
Selon TFTSG (28 juin 2011) :
- sous-famille Cyclanorbinae Lydekker, 1889
  - genre Cyclanorbis Gray, 1854
  - genre Cycloderma Peters, 1854
  - genre Lissemys Smith, 1931
- sous-famille Trionychinae Gray, 1825
  - genre Amyda Geoffroy Saint-Hilaire, 1809
  - genre Apalone Rafinesque, 1832
  - genre Chitra Gray, 1844
  - genre Dogania Gray, 1844
  - genre Nilssonia Gray, 1872
  - genre Palea Meylan, 1987
  - genre Pelochelys Gray, 1864
  - genre Pelodiscus Fitzinger, 1835
  - genre Rafetus Gray, 1864
  - genre Trionyx Geoffroy Saint-Hilaire, 1809

## Paléontologie
Le genre Palaeotrionyx a disparu. Ces tortues mesuraient 45 cm. On en a trouvé de nombreux fossiles au crétacé supérieur et au tertiaire de France.

## Consommation

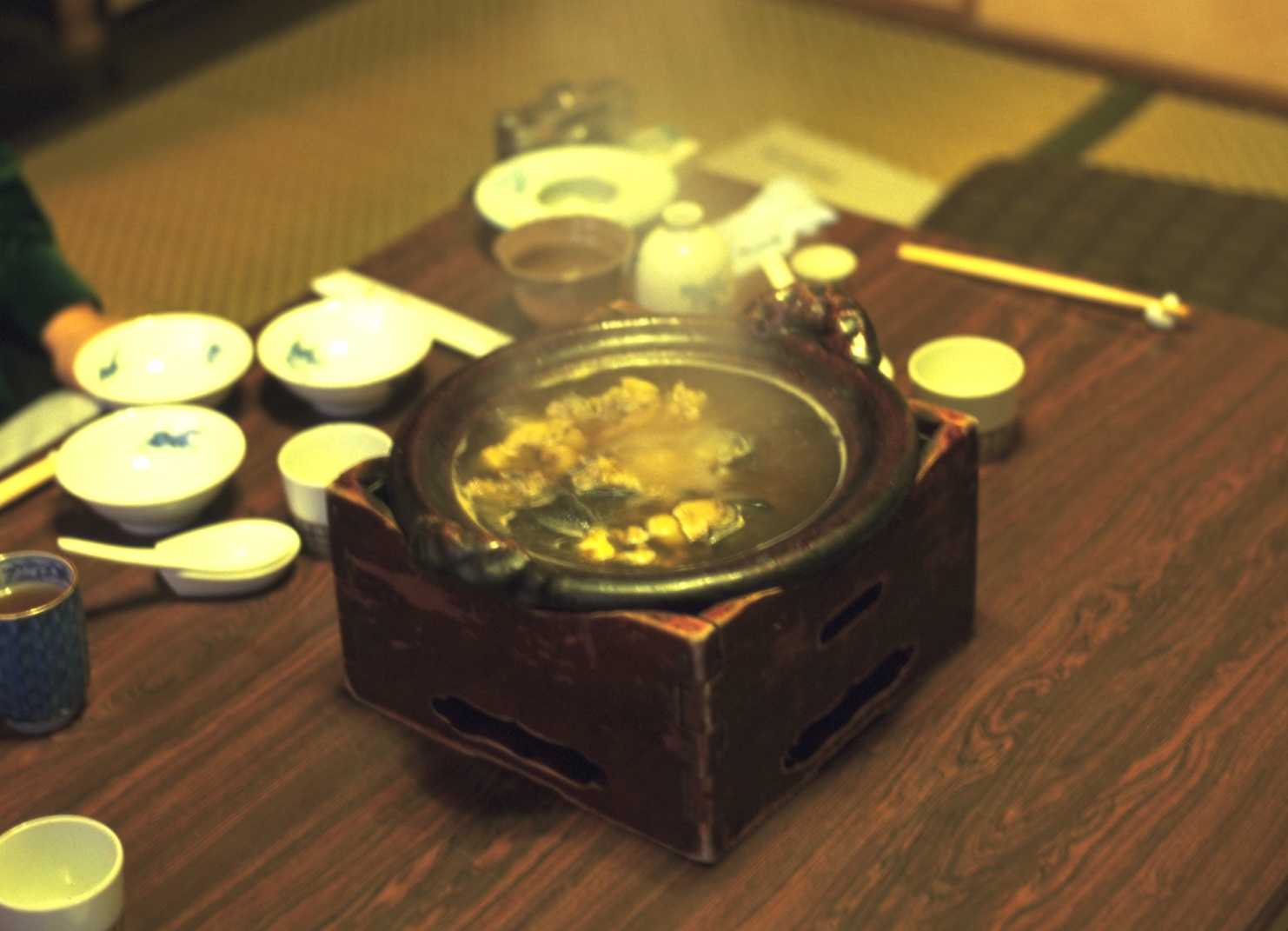
Suppon-nabe japonais à base de tortue à carapace molle

Les tortues à carapace molle sont un mets de choix dans la plupart des pays où elles sont présentes, particulièrement dans l'est de l'Asie. D'après un rapport datant de 1930 rédigé par Soame Jenyns, les restaurants de Guangdong en Chine les importaient en grand nombre depuis le Guangxi ; on les proposait en ragoût, préparées avec des amandes, rôties avec une sauce pimentée ou frites avec des pousses de bambou.
Dans le monde, l'espèce la plus consommée est le Trionyx de Chine. Dans la cuisine japonaise, il est noté en 1904 par un biologiste que la variété japonaise de cette tortue (à l'époque classée comme Trionyx japonicus) est un mets de choix. L'élevage de ce reptile, connu au Japon sous le nom de suppon, était déjà industriel à la fin du XIXe siècle.
Au milieu des années 1990, le prix des Pelodiscus sinensis en Chine augmente fortement à cause de la demande toujours croissante ainsi que de la chasse excessive ; à la suite de cette flambée des prix, l'élevage à grande échelle (plusieurs centaines de millions de spécimens) se développe en Chine et dans les pays limitrophes, rendant à nouveau le produit abordable,,. D'autres espèces dont Palea steindachneri sont élevés en Chine, mais sur une plus petite échelle (quelques centaines de milliers).

## Publication originale
- Gray, 1825 : A synopsis of the genera of reptiles and Amphibia, with a description of some new species. Annals of Philosophy, London, ser. 2, vol. 10, p. 193–217 (texte intégral).